# ميخائيل تونغ
ميخائيل تونغ (بالصينية: 唐文龍) هو مغني وممثل صيني، ولد في 17 نوفمبر 1969 بهونغ كونغ في الصين.

## وصلات خارجية
- ميخائيل تونغ على موقع IMDb (الإنجليزية)
- ميخائيل تونغ على موقع قاعدة بيانات الفيلم (الإنجليزية)